# TJ Sokol Řepy
TJ Sokol Řepy je pražský fotbalový klub, sídlící v obci Řepy, jež je od roku 1968 součástí hlavního města. Fotbalový oddíl je součástí tělovýchovné jednoty TJ Sokol Řepy, z.s. Celou svou historii působí v nižších soutěžích.

## Historie
Klub byl založen na ustavující schůzi 11. září 1924 pod názvem Slavoj Řepy. Jako klubové barvy byly zvoleny zelená a bílá. Historicky první utkání Slavoje se odehrálo 3. května 1925 na půdě AFK Hostivice, které skončilo porážkou 1:3. Od sezony 1926-27 klub hraje mistrovské soutěže. Od roku 1937 je součástí Tělovýchovné jednoty Sokol. Počínaje rokem 1950 začíná hrát pod názvem Sokol Řepy.
V roce 1962 se klub sloučil s Tatranem Zličín a vystupoval pod názvem TJ Řepy-Zličín. Spojení však vydrželo pouhé čtyři sezóny, než došlo k opětovnému rozdělení. Po roce 1968 klub několik let působil pod původním názvem Slavoj Řepy.
V roce 2018, u příležitosti padesátého výročí připojení obce Řepy ku Praze, si klub přidal do klubových barev třetí barvu – oranžovou, jež by měla symbolizovat polohu Řep na západním okraji Prahy (barva zapadajícího slunce), ale i bytovou zástavbu, která za tu dobu v obci vyrostla a z níž fotbalový oddíl čerpá členskou základnu.

## Současnost
A - mužstvo v současnosti hraje I.B třídu. Vedle dvou týmů dospělých má klub i šest mládežnických družstev (MD, SŽ, MŽ „A“, MŽ „B“, SPŘ a MPŘ) a také tým staré gardy.